# Loop (Holstein)
Loop es un municipio situado en el distrito de Rendsburg-Eckernförde, en el Estado federado de Schleswig-Holstein (Alemania). Tiene una población estimada, a fines de 2020, de 195 habitantes.
Está ubicado en el área centro-este del Estado, cerca de las ciudades independientes de Schleswig y Kiel, de la costa del mar Báltico y del canal de Kiel.